# Roland Prejs
Roland Wojciech Prejs (ur. 1 lutego 1956 w Sierakowie, zm. 30 marca 2023 w Lublinie) – polski duchowny katolicki, członek Zakonu Braci Mniejszych Kapucynów, profesor nauk teologicznych, historyk Kościoła, nauczyciel akademicki Katolickiego Uniwersytetu Lubelskiego Jana Pawła II.

## Życiorys
W 1975 uzyskał maturę w II Liceum Ogólnokształcącym im. Marii Skłodowskiej-Curie w Gorzowie Wielkopolskim. W 1982 otrzymał święcenia kapłańskie. Został członkiem Prowincji Warszawskiej Zakonu Braci Mniejszych Kapucynów. W latach 1975–1982 odbył studia teologiczne na Wydziale Teologii Katolickiego Uniwersytetu Lubelskiego Jana Pawła II, a w latach 1983–1986 odbył tam w Instytucie Historii Kościoła studia specjalistyczne. W 1989 uzyskał stopień naukowy doktora nauk teologicznych w zakresie historii Kościoła na podstawie rozprawy napisanej pod kierunkiem ks. Zygmunta Zielińskiego. W 2004 uzyskał na Wydziale Teologii KUL stopień doktora habilitowanego nauk humanistycznych w zakresie historii. W 2013 prezydent RP Bronisław Komorowski nadał mu tytuł naukowy profesora nauk teologicznych.
Od 1987 jest wykładowcą w Wyższym Seminarium Duchownym Zakonu Kapucynów w Lublinie. W 2004 został nauczycielem akademickim KUL. Początkowo był wykładowcą Wydziału Zamiejscowego Nauk o Społeczeństwie KUL w Stalowej Woli (2004–2006), a od 2006 Wydziału Teologii. Został kierownikiem Katedry Historii Kościoła w Czasach Nowożytnych i Dziejów Teologii na tym wydziale. W 2007 objął stanowisko profesora nadzwyczajnego.